# Наднові типу Ia
Наднові типу Ia (англ. Type Ia supernova, SN Ia) — це тип наднових зір, що спалахують у подвійних системах, де одна з зір є білим карликом, а інша може бути гігантом або іншим типом зорі (в тому числі навіть іншим карликом). Наднова є результатом термоядерного вибуху (або надзвичайно швидкого термоядерного горіння) білого карлика після того, як унаслідок перетікання речовини з супутника його маса перевищить межу Чандрасекара (~1,4 M☉). Білий карлик є «залишком» зорі, яка завершила свій еволюційний шлях і в якій припинилися термоядерні реакції. Такий залишок складається в основному з вуглецю. Проте, у білих карликів можуть відбуватися подальші реакції вуглецево-кисневого синтезу, які вивільняють велику кількість енергії. Умовою для цього є нагрівання білого карлика, який є виродженим, внаслідок падіння на нього достатньої кількості речовини із зорі-компаньйона.
Білі карлики з низькою швидкістю обертання обмежені за масою межею Чандрасекара (близько 1,38 сонячних мас). Це максимальна маса, яка може утримуватися в рівновазі тиском вироджених електронів. У разі перевищення цієї межі внаслідок акреції речовини від зорі-супутника білий карлик починає стрімко стискатися (відбувається гравітаційний колапс). За загальноприйнятою гіпотезою, його ядро досягне температури ядерного горіння вуглецю у міру наближення маси до межі. Якщо білий карлик зливається з іншою зорею (дуже рідкісний випадок), він миттєво перевищує межу Чандрасекара і почне руйнуватися, знову ж таки, піднімаючи свою температуру до точки займання згаданого ядерного синтезу. Протягом декількох секунд після початку ядерного синтезу зі значною частиною речовини білого карлика відбувається швидка термоядерна реакція з виділенням величезної кількості енергії (1 — 2 × 1044 Дж), що призводить до спалаху наднової зорі.
Ця категорія наднових має приблизно однакову максимальну світність, а також схожу криву блиску через однорідність маси білих карликів, які спалахують. Сталість світності дозволяє застосовувати ці спалахи як «стандартні свічки» для побудови шкали космічних відстаней, оскільки видима зоряна величина наднових залежить лише від відстані до них.

## Консенсусна модель

Розподіл енергії в спектрі наднової типу Ia SN1998aq, через один день після максимуму, у діапазоні B band

Наднові типу Ia це підкатегорія в класифікації наднових за схемою Мінковського—Цвіккі, що була розроблена американськими астрономами Рудольфом Мінковські і Фріцом Цвіккі. Є кілька шляхів, якими можуть утворюватись наднові цього типу, але вони мають спільний основний механізм. Коли вуглецево-кисневий білий карлик, що повільно обертається акреціює речовину супутника, він може перевищити межу Чандрасекара (близько 1,44 мас Сонця), після чого тиск виродженого електронного газу вже не може врівноважити сили гравітації. При відсутності компенсуючого процесу (якими були термоядерні реакції), білий мав би карлик зруйнуватися з утворенням нейтронної зірки. Це зазвичай і трапляється із зорями, початкова маса яких перевищує межу Чандрасекара.

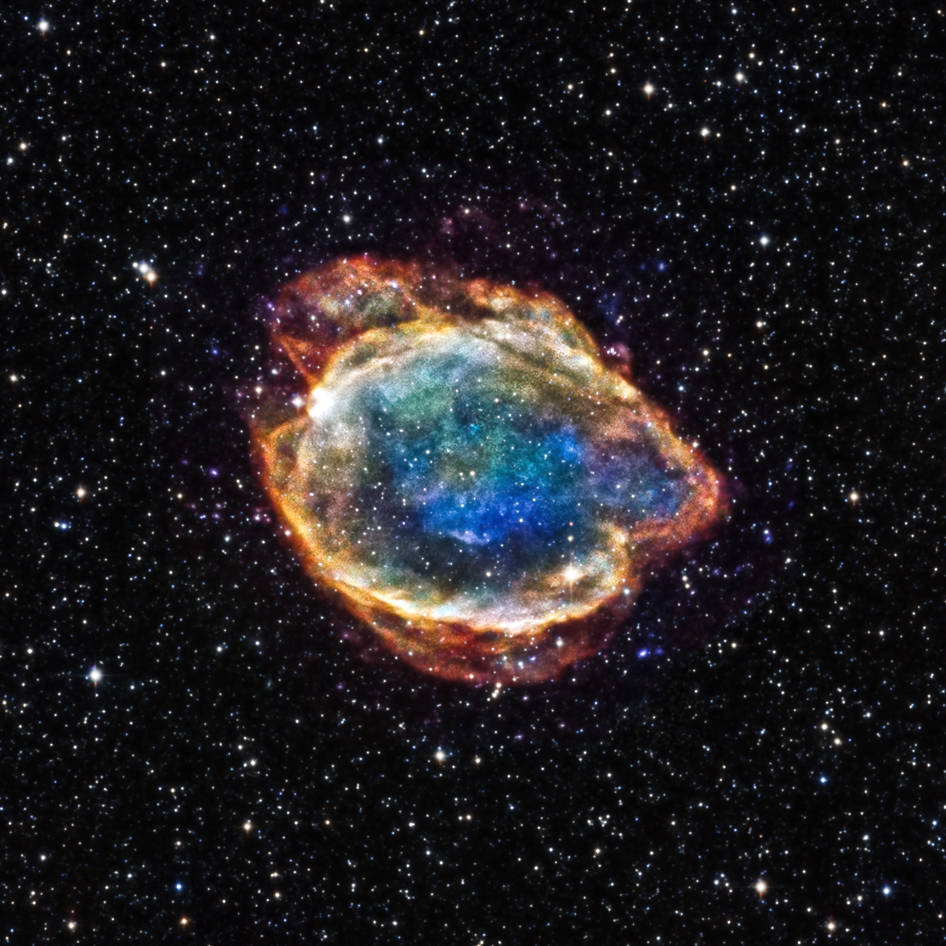
Залишок наднової типу Ia G299.

Однак серед астрономів, що моделюють процеси утворення таких наднових переважає думка, що межа Чандрасекара в білих карликах з акрецією насправді не досягається, а колапс так і не настає. Натомість коли до межі залишається приблизно 1 %, тиск і температура в ядрі досягають таких значень, що починається конвекція, що триває приблизно 1000 років, і в той же час можуть відбуватись реакції перетворення вуглецю на важчі елементи. У деякий момент цієї фази повільного тління народжується фронт дефлаграційного ядерного горіння вуглецю. Подробиці запалювання досі невідомі, включаючи місце і кількість точок, де починається горіння. Процес ядерного горіння кисню ініціюється скоро після цього моменту, однак це паливо не вигорає повністю як вуглець.
Після того, як почалась реакція синтезу, температура білого карлика починає зростати. На відміну від зір головної послідовності, у яких внаслідок збільшення температури зростає тиск, що призводить до розширення та охолодження зорі, електронний газ у білому карлику перебуває у виродженому стані і його тиск не залежить від температури; тому розширення не відбувається, а внаслідок збільшення температури процес ядерного горіння набуває ланцюгового характеру. Горіння все пришвидшується, частково завдяки нестійкості Релея — Тейлора і турбулентній взаємодії. Досі тривають суперечки чи це горіння перетворюється в детонацію, чи поширюється дефлаграційно.

## Утворення
Основною моделлю утворення цієї категорії наднових є тісна подвійна зоряна система. Подвійна система-попередник складається із зір головної послідовності. Більша за масою зоря еволюціонує до асимптотичної гілки гігантів, де її оболонка значно розширюється. Якщо дві зорі мають спільну оболонку, система може втратити значну кількість маси, зменшивши кутовий момент, радіус орбіти та період. Після того, як масивніша зоря виродилася в білого карлика, менша зоря пізніше еволюціонує в червоного гіганта, що створює умови для масової акреції на первинну. Через втрату кутового моменту, під час цієї останньої фази спільної оболонки дві зорі зближуються по спіралі одна з одною. Отримана орбіта може мати період обертання тривалістю всього кілька годин. Якщо акреція триватиме досить довго, білий карлик може зрештою наблизитися до межі Чандрасекара.
Білий карлик також може накопичувати речовину з інших типів зір-партнерів, включаючи субгігантів або навіть зорю головної послідовності (якщо орбіта досить близька). Реальні еволюційні процеси під час цієї стадії акреції залишаються невизначеними, оскільки вони можуть залежати як від швидкості акреції, так і від передачі кутового моменту партнеру білого карлика.
Було підраховано, що сценарій одного виродженого предка спричиняє утворення не більше 20% усіх наднових типу Іа.
Сценарій подвійного виродження є одним із кількох запропонованих пояснень аномально масивної (2 M☉) зорі-попередника спалаху SN 2003fg. Це єдине можливе пояснення SNR 0509-67.5, оскільки всі можливі моделі лише з одним білим карликом були виключені. Цей сценарій також є ймовірним для SN 1006, враховуючи, що там не було знайдено залишків зорі-компаньйона. Спостереження, проведені за допомогою космічного телескопа NASA Swift, виключили існування надгігантів або гігантів у як компаньйонів у всіх будь-коли досліджених наднових типу Іа. Зовнішня оболонка супутника надгіганта повинна випромінювати рентгенівське випромінювання, але це світіння не було виявлено в 53 найближчих залишках наднової рентгенівським телескопом XRT на борту Swift. Для 12 наднових типу Iа, які спостерігалися протягом 10 днів після вибуху, супутник UVOT (ультрафіолетовий/оптичний телескоп) не показав ультрафіолетового випромінювання від розігрітої поверхні зорі-компаньйона, на яку потрапила ударна хвиля наднової. Це означає відсутність червоних гігантів або ще більших зір, що оберталися навколо цих попередників наднової. У випадку SN 2011fe, зоря-компаньйон, якщо вона існувала, мала бути меншою за Сонце. Рентгенівська обсерваторія Чандра виявила, що рентгенівське випромінювання п’яти еліптичних галактик і балджа галактики Андромеди в 30–50 разів слабше, ніж очікувалося. Рентгенівське випромінювання повинно випромінюватися акреційними дисками попередників наднових типу Ia. Відсутнє випромінювання вказує на те, що небагато білих карликів мають акреційні диски, що виключає загальноприйняту акреційну модель наднових Ia. Розпад орбіт пар білих карликів є можливим джерелом гравітаційних хвиль, хоча вони безпосередньо не спостерігалися.
Сценарій двох вироджених предків викликає питання щодо застосування наднових типу Ia як стандартних свічок, оскільки загальна маса двох білих карликів, що зливаються, значно змінюється, тобто світність також змінюється.

## Криві блиску та значимість для космології

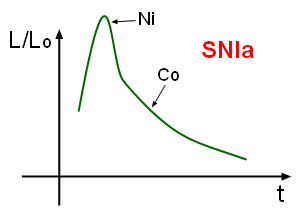
Графік залежності світності (в одиницях світності Сонця) від часу показує характерну криву блиску наднових типу Ia. Пік зумовлений, в основному, розпадом нікелю (Ni), пізніші стадії є результатом розпаду кобальту (Co)

Наднові типу Ia мають характерну криву блиску — графік залежності світності від часу після вибуху. Поблизу максимуму, спектр містить лінії елементів із середньою атомною масою — від кисню до кальцію; вони є основними складовими зовнішніх шарів зорі. Після того як від часу вибуху минуть місяці, зовнішні шари розширюються настільки, що стають прозорими. У спектрі починають домінувати лінії синтезованих вибухом важких елементів, які перебували поблизу ядра зорі. Найбільш помітними є ізотопи, що близькі за масою до заліза (елементи залізного піку). Радіоактивний розпад нікелю-56 через кобальт-56 у залізо-56 виробляє високоенергетичні фотони, які становлять основну частину енергії, що випромінюється на середніх та пізніх етапах.
Застосування наднових типу Ia для виміру відстаней було започатковане співробітництвом китайських та американських астрономів, Calán/Tololo Supernova Survey. У серії робіт у 1990-их цей огляд показав, що хоча світність наднових типу Ia у максимумі не зовсім однакова, один з параметрів кривої блиску можна застосувати для того, щоб нормувати конкретну наднову як стандартну свічку. Така поправка (яка дозволяє точно встановити світність) має назву співвідношення Філіпса і цій групі вдалось визначити відстані до галактик із точністю до 7 % (порівнюючи відстань до наднової за її світністю та відстані на основі червоного зміщення). Причиною однотипності кривих блиску є приблизно однакова кількість 56Ni, що утворюється в білому карлику.
Подібність профілів абсолютної світності майже всіх відомих наднових типу Ia привела до того, що їх застосовують як вторинні стандартні свічки в позагалактичній астрономії.
Покращення калібрування для цефеїдної шкали відстаней і пряме геометричне вимірювання відстані до NGC 4258 по динаміці мазерного випромінювання
в комбінації з діаграмою Хаббла по відстанях до наднових типу Ia дозволили уточнити значення параметру Хаббла.
Саме завдяки надновим типу Ia в 1998 році вдалось несподівано відкрити, що наш Всесвіт розширюється прискорено. За це відкриття Сол Перлматтер, Браян П. Шмідт та Адам Рісс були нагородженні нобелівською премією в 2011 році.

## Підтипи
Існує значна різноманітність у типі наднових типу Ia. Тому вчені ідентифікували чимало підтипів всередині цього типу. Два відомих і добре вивчених приклади включають 1991T-подібні, надсвітний підтип {\displaystyle (M_{V}\lesssim -19.5)}, який демонструє особливо сильні лінії поглинання заліза та аномально малі елементи кремнію і 1991bg-подібні, тьмяний підтип {\displaystyle (M_{V}\gtrsim -18)}, що характеризуються ранніми сильними лініями поглинання титану та швидкою фотометричною й спектральною еволюцією.

### Наднові типу Iax
Зорі цього підтипу (який також носить назву SN 2002cx) відрізняються особливостями у спектрах і кривих блиску, мають нижчу швидкість викиду та меншу світність, ніж звичайні наднові типу Ia, і набагато більшу дисперсію цих параметрів. 

## Спостереження
Прикладом наднової типу Ia може бути історична наднова SN 1572 (наднова Тихо). В сучасній астрофізиці точні та чутливі інструменти дозволяють укладати каталоги задетектованих наднових до яких входять вже тисячі таких спалахів. Так, в каталозі Young Supernova Experiment (YSE), що вийшов в 2023 році на основі спостережень систем Pan-STARRS та Zwicky Transient Facility міститься спостереження майже 2000 наднових, більшість з яких є надновими типу Ia. 